# سایه قلب‌ها
سایه قلب‌ها (به ژاپنی: シャドウハーツ Shadōhātsu) یک بازی ویدئویی به سبک نقش آفرینی و اولین بازی رسمی در مجموعه بازی‌های «شدو هارتز» است، که توسط Sacnoth ساخته شده و شرکت آروز آن را در ژاپن و ایالات متحده آمریکا و میدوی در اروپا، و در سال ۲۰۰۱ برای کنسول پلی‌استیشن ۲ منتشر ساختند. سایه قلب‌ها داستان ماجراجویی پسری دارای قابلیت دگرپیکری به نام یوری هیوگا را بازگو می‌کند که توسط صدای مرموزی که در سرش زمزمه می‌کند، راهنمایی می‌شود. او به‌طور ناگهانی خود را درگیر جنگ جهانی اول و نجات دختری که کلید نجات این جهان است می‌یابد. دنباله‌ای بر این بازی با عنوان سایه قلب‌ها: پیمان در سال ۲۰۰۴ منتشر شده‌است.

## خلاصه داستان
داستان بازی در طی قرن بیستم و با دختری به نام آلیس الیئوت، فرزند یک جنگیر ماهر آغاز می‌شود. او توسط ارتش امپراتوری ژاپن به وسیلهٔ قطار به چین برده می‌شود. در حین سفر یک جادوگر قدرتمند به نام راجر بیکن به قصد ربودن این دختر در قطار حضور داشت. او معتقد بود این دختری کلیدیست برای هدف بزرگش یعنی باکردن راز باستان که منجربه نابودی زمین می‌شد.